# Себастопол (Каліфорнія)
Себастопол (англ. Sebastopol) — місто (англ. city) в США, в окрузі Сонома штату Каліфорнія, на північ від Сан-Франциско. Населення — 7521 особа (2020). Розташоване у 20 хвилинах їзди від узбережжя Тихого океану, між містом Санта-Роза та затокою Бодега.
Переважно регіон вирощування слив і яблук, винограду, землі зайняті під фруктові сади і виноградники. Відомий селекціонер Лютер Бербанк мав сади в цьому регіоні. Місто проводить щорічний Фестиваль цвітіння яблуні та ярмарок яблук Грейвенстейн.
Є членом руху «Повільне місто» (італ. Cittaslow).
Є побратимом українського міста Чигирин.

## Географія
Себастопол розташований за координатами 38°24′0″ пн. ш. 122°49′40″ зх. д. / 38.40000° пн. ш. 122.82778° зх. д. (38.399986, -122.827716). За даними Бюро перепису населення США в 2010 році місто мало площу 4,80 км², уся площа — суходіл.

## Демографія
Згідно з переписом 2010 року, у місті мешкало 7379 осіб у 3276 домогосподарствах у складі 1854 родин. Густота населення становила 1538 осіб/км². Було 3465 помешкань (722/км²).
Расовий склад населення:
| - 88,2 % — білих - 1,6 % — азіатів - 1,0 % — чорних або афроамериканців - 0,8 % — корінних американців - 0,3 % — вихідців з тихоокеанських островів - 4,0 % — осіб інших рас |

До двох чи більше рас належало 4,1 %. Частка іспаномовних становила 12,0 % від усіх жителів.
За віковим діапазоном населення розподілялося таким чином: 20,5 % — особи молодші 18 років, 62,1 % — особи у віці 18—64 років, 17,4 % — особи у віці 65 років та старші. Медіана віку мешканця становила 46,1 року. На 100 осіб жіночої статі у місті припадало 79,9 чоловіків; на 100 жінок у віці від 18 років та старших — 76,7 чоловіків також старших 18 років.
Середній дохід на одне домашнє господарство становив 76 462 долари США (медіана — 57 560), а середній дохід на одну сім'ю — 89 063 долари (медіана — 63 333). Медіана доходів становила 53 679 доларів для чоловіків та 49 795 доларів для жінок. За межею бідності перебувало 9,8 % осіб, у тому числі 11,9 % дітей у віці до 18 років та 9,0 % осіб у віці 65 років та старших.
Цивільне працевлаштоване населення становило 3834 особи. Основні галузі зайнятості: освіта, охорона здоров'я та соціальна допомога — 27,3 %, роздрібна торгівля — 15,6 %, науковці, спеціалісти, менеджери — 13,0 %.

## Відомі люди
- Персія Вуллі — американська письменниця, померла в Себастополі.